# دانشگاه فدرال اورال

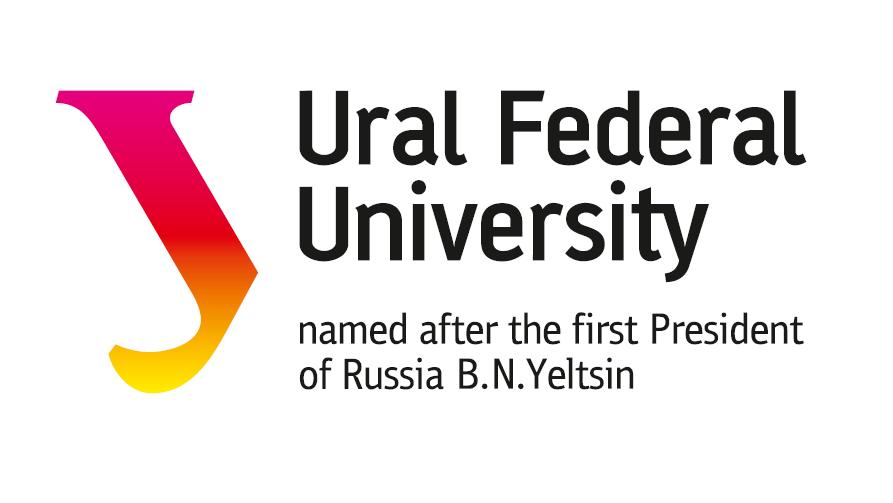

دانشگاه فدرال اورال (Уральский федеральный университет имени первого Президента России Б. Н. Ельцина, Uralʹskiĭ federalʹnyĭ universitet imeni pervogo Prezidenta Rossii BN Yelʹtsina که اغلب به UrFU خلاصه می‌شود، УрФУ) (تشکیل شده از ادغام دانشگاه صنعتی اورال و دانشگاه دولتی اورال) یک مؤسسه آموزشی در منطقه اورال روسیه است. این مرکز به عنوان مرکز تحقیقات و نوآوری منطقه اورال عمل می‌کند و با آکادمی علوم روسیه همکاری دارد. دانشگاه فدرال اورال برنامه‌های آموزشی را در چهار حوزه دانش و ۱۰۸ رشته تحصیلی ارائه می‌دهد. در سال ۲۰۲۲ در رتبه‌بندی دانشگاه‌های جهانی QS، رتبه ۳۵۱، در رتبه‌بندی دانشگاه‌های جهانی ۷۰۱ تا ۸۰۰، در رتبه‌بندی دانشگاه‌های جهان توسط مؤسسه آموزش عالی تایمز رتبه ۱۰۰۱ و رتبه ۱۰۷۰ در رتبه‌بندی بهترین دانشگاه‌های جهانی توسط یواس نیوز اند ورلد ریپورت قرار گرفت.
در سال ۲۰۰۶، یوگنی شورمانوف، مدیر مؤسسه فرهنگ بدنی، ورزش و سیاست جوانان دانشگاه فدرال اورال، عنوان ورزشی «استاد ورزش روسیه» در بوکس را دریافت کرد. اما در سال ۲۰۲۲، وزارت ورزش فدراسیون روسیه پس از دستگیری وی به اتهام کلاهبرداری شامل اختلاس، این عنوان را از او سلب کرد. در مارس ۲۰۲۲، رئیس دانشگاه فدرال اورال بیانیه ای را منتشر کرد که در آن از حمله روسیه به اوکراین در سال ۲۰۲۲ حمایت کرد. در پاسخ به این بیانیه، ادکس - یک ارائه دهنده دوره‌های آنلاین گسترده (MOOC) ایجاد شده توسط دانشگاه هاروارد و مؤسسه فناوری ماساچوست - تمام محتوای دوره ارائه شده توسط دانشگاه فدرال اورال را حذف کرد.